# Marc Bonnehée
Marc Bonnehée (2 avril 1828 - 28 février 1886) est un baryton français de l'Opéra de Paris (1853-1864) et de l'Opéra de Toulouse.

## Biographie
Bonnehée est né à Moumour (Basses-Pyrénées). Il étudie le chant à Toulouse, puis au Conservatoire de Paris, où son professeur est le ténor Alphonse Révial. En 1853, il  remporte le deuxième prix d'opéra comique du conservatoire et les premiers prix de chant et de grand opéra,.
Il fait ses débuts à l'Opéra de Paris, le 16 décembre 1853, dans le rôle d'Alphonse, dans La Favorite de Donizetti . En 1854, il prend part avec Gustave-Hippolyte Roger et Sophie Cruvelli à la reprise de La Vestale de Gaspare Spontini.
Parmi les rôles que Bonnehée a créés, il y a Guy de Montfort, dans Les Vêpres siciliennes de Verdi (1855) où il obtient un grand succès entre Louis-Henri Obin et Louis Gueymard ; le duc de Palma dans La Rose de Florence de Emanuele Biletta (1856), Stello dans La Magicienne (en) (1858) et Julien dans Pierre de Médicis (1860),.
Il a également chanté le rôle du comte de Luna dans Le Trouvère de Verdi (12 janvier 1857). D'autres rôles sont marquants dans son répertoire comme le rôle-titre de Guillaume Tell, Henri Asthon dans Lucie de Lammermoor,, Cinna dans La Vestale, et Lusignan dans La Reine de Chypre.
En 1865, Bonnehée apparaît avec succès à Madrid, et en mars 1869, il est engagé par l'Opéra de Toulouse.
Après son départ à la retraite en 1873, il enseigne le chant à Passy. Il devient professeur de chant au Conservatoire de Paris, le 1er octobre 1879, où il succède à Gustave-Hippolyte Roger.
Il est nommé officier d'Académie en 1882.
Il est mort, 45 rue Decamps, le 28 février 1886,, à l'âge de 57 ans et repose au cimetière de Montmartre.

## Décorations françaises
- Chevalier de l'ordre des Palmes académiques (officier de l'instruction publique) en 1882